# Брахманы (книги)
Брахма́ны (санскр. ब्राह्मण, IAST: Brāhmaṇa) — священные писания индуизма, часть литературы шрути. Представляют собой комментарии к Ведам, объясняющие ведийские ритуалы.
У каждой ведийской шакхи (школы) была своя собственная Брахмана, и неизвестно количество этих текстов существовавшее в период Махаджанапад. Около двадцати Брахман сохранились до наших дней.
Брахманы послужили основой для поздней индийской философии, предшествовавшей веданте и для индийских законов и наук, — астрономии, геометрии, лингвистики, а также для концепций кармы и ашрамов, таких как брахмачарья, грихастха и санньяса. Отдельные отрывки некоторых Брахман являются сами по себе Араньяками или Упанишадами.
Брахманы, также как и Самхиты четырёх Вед, были записаны на ведийском санскрите. Большинство учёных полагают, что Брахманы были составлены в период с Х по VI века до н. э.

## Список Брахман
Каждая Брахмана примыкает к одной из четырёх Вед и в традиции этой Веды — ассоциируется с определённой шакхой (школой):
- Риг-веда
  - Шакала-шакха: «Айтарея-брахмана»
  - Башкала-шакха: «Каушитаки-брахмана» или «Шанкхаяна-брахмана»
- Сама-веда
  - Каутума: «Тандьямаха-брахмана» или «Панчавимша-брахмана», «Шадвимша-брахмана»
  - «Самавидхана-брахмана»
  - «Арсея-брахмана»
  - «Деватадхьяя-брахмана» или «Дайвата-брахмана»
  - «Мантра-брахмана» или «Чхандогья-брахмана»
  - «Самхито-упанишад-брахмана»
  - «Вамша-брахмана»
  - «Джайминия-брахмана»
  - «Джайминия-арсея-брахмана»
  - «Джайминия-упанишад-брахмана»
- Яджур-веда
  - Кришна Яджур-веда — Брахманы входят в состав Самхит:
    - «Майтраяни-самхита и Араньяка»
    - «Чарака-катха-самхита»
    - «Капистхала-катха-самхита» и несколько отрывков её Брахманы
    - «Тайттирия-самхита». В Тайттирия-шакхе имеются также дополнительная «Таиттирия-брахмана» и «Тайттирия-араньяка»

  - Шукла Яджур-веда
    - Ваджасанейи-мадхьяндина: «Шатапатха-брахмана», редакция мадхьядина
    - Канва: «Шатапатха-брахмана», редакция канва
- Атхарва-веда
  - Паиппалада: «Гопатха-брахмана»